# Sinnai
Sinnai (en sardo: Sìnnia) es un municipio de Italia de 16.498 habitantes en la ciudad metropolitana de Cagliari, región de Cerdeña. Está situado a 12 km al noreste de Cagliari, a los pies del monte Serpeddì. Es una región con una elevada afluencia de turistas.

## Evolución demográfica
| Gráfica de evolución demográfica de Sinnai entre 1861 y 2001 |
|                                                              |
| Fuente ISTAT - Elaboración gráfica de Wikipedia              |